# Aquilino Iglesia Alvariño
Aquilino Iglesia Alvariño (Abadín, Lugo, 10 de juny de 1909 - Santiago de Compostel·la, 1961) fou un escriptor gallec.

## Biografia
Va estudiar en el seminari de Mondoñedo i va dedicar la seva vida a l'ensenyament del llatí i a la creació poètica. Va traduir al gallec textos d'autors clàssics (Horaci, Teòcrit de Siracusa, Tíbul). La seva poesia s'incriube dintre del corrent iniciat per Noriega Varela anomenat humanisme paisatgista o neovirgilianisme, que comparteix amb autors com Díaz Castro o Crecente Vega. En la seva obra es percep la petjada de la poesia clàssica, del saudasisme portuguès i, en menor mesura, del imaxinismo heretat de Amado Carballo i del creacionisme de Manuel Antonio. Els temes recurrents en la seva poesia són el dolor existencial i el paisatge exterior.
Abans de la guerra civil va publicar «Señardá» (1930), un poemari format per sonets en el qual el tema principal és el dolor; i «Corazón ao vento» (1933) on hi ha una major obertura a l'avantguarda. En 1947 apareix «Cómaros Verdes», primer llibre publicat a Galícia després de la guerra, en el qual abandona la rima emprant preferentment l'hendecasíl·lab blanc i se submergeix en un paisatgisme en el que la solitud és un tema fonamental. A «Dia a dia» (1960) domina l'actitud existencial amb contínues referències al passat i en un to greu i reflexiu. Amb «Lanza de Soledá» (1961) torna al sonet i la temàtica se centra en l'angoixa humana enmig d'una "Noite" simbòlica en la qual la contraposició llum/ombra té gran importància. En aquest mateix any publica també «Nenias», poemes homenatge a autors gallecs i forans, moderns i antics que van des de Valeri Catul fins a Rosalía. Se li va dedicar el Dia de les Lletres Gallegues de 1986.

## Obra

### Poesia
- Señarda (Lugo, 1930).
- Corazón ao vento (Lugo, 1933).
- Contra el ángel y la noche (Buenos Aires: Emecé, 1941).
- Cómaros verdes (Vilagarcía de Arousa: Celta, 1947).
- De día a día (Vilagarcía de Arousa: Celta, 1960).
- Nenias (Vigo: Galaxia, 1961).
- Lanza de soledá (Ourense: Editora Comercial, 1961).
- Leva o seu cantare (Vilagarcía de Arousa: Celta, 1964).
- Cantares de Meis (Meis Poio, 1965).

### Traduccions
- Horaci, Carmina (Madrid: CSIC, 1950).
- Plaute, A comedia da oliña (Vigo: Galaxia, 1962).

### Assaigs
- Noriega Varela, poeta da montaña (Vigo: Galaxia, 1969).
- A lengua dos poetas do Norte de Lugo (A Coruña: Pubricaciones de la Reial Acadèmia Gallega, 1964).
- "Lengua e estilo de Cabanillas" Obras completas de Ramón Cabanillas (Buenos Aires: Galicia, 1959).